# Mîhailivka (Ananiev), Bârzula
Mîhailivka (în ucraineană Михайлівка) este un sat în comuna Ananiev din raionul Bârzula, regiunea Odesa, Ucraina.

## Demografie
Componența lingvistică a localității Mîhailivka
     Ucraineană (94,54%)
     Rusă (3,83%)
     Română (1,37%)
     Alte limbi (0,27%)
Conform recensământului din 2001, majoritatea populației localității Mîhailivka era vorbitoare de ucraineană (94,54%), existând în minoritate și vorbitori de rusă (3,83%) și română (1,37%).